# إدغار يويل بارسيناس
إدغار يويل بارسيناس هيريرا (بالإسبانية: Édgar Bárcenas) مواليد 23 أكتوبر 1993 في كولون، بنما، هو لاعب كرة قدم بنمي يلعب مع نادي ريال أوفييدو الإسباني على سبيل الإعارة من النادي المكسيكي كافيتالييروس دي تاباتشولا، يلعب في مركز الوسط. سبق له أن لعب في كأس العالم لكرة القدم مع منتخب بلاده في مونديال عام 2018.

## البدايات والمسيرة الكروية
ولد بارسيناس في كولون، ظهر لأول مرة مع فريق مسقط رأسه (نادي ديبورتيفو أراب يونيدو) في 29 يوليو 2012، وجاء بديلا في مباراة ضد بلازا أمادور. سجل هدفه الأول للنادي في 1 فبراير 2014، ليحقق الهدف الوحيد في المباراة.
في 15 يناير 2016 تم إعارة بارسيناس إلى الفريق الكرواتي نادي رادنيتشكي سبليت لمدة ستة أشهر. بعد ظهوره النادر في النادي، عاد إلى ناديه السابق قبل انضمامه إلى نادي كافيتالييروس دي تاباتشولا في 23 يناير 2017 بصورة مؤقتة.
في 26 ديسمبر 2017 انضم بارسيناس إلى كيفتاليروس بشكل دائم إلى صفوف نادي تيخوانا. في 18 يوليو 2018 أانتقل إلى نادي ريال أوفييدو الذي يلعب في دوري الدرجة الثانية الإسباني (إعارة لمدة عام واحد).
في 9 أغسطس 2019 تم تمديد عقد الإعارة لبارسيناس.

## المشاركات الدولية
لعب بارسيناس أول مباراة دولية له مع منتخب بنما في 6 أغسطس 2014، في مباراة أمام منتخب بيرو حيث انتهت المباراة بنتيجة 3-0 لصالح بيرو. بعد مشاركته مع منتخب الشباب تحت 23 عامًا في دورة الألعاب الأمريكية 2015، تم ضمه في فرق هيرنان داريو غوميز لكأس كوبا أمريكا سنترو 2017 وكأس الكونكاكاف الذهبية 2017.
في 14 مايو 2018 تم اختيار بارسيناس ضمن تشكيلة بنما الأولية المكونة من 35 لاعبا لكأس العالم 2018 في روسيا، وكان أيضًا من بين اللاعبين الذين تم الإعلان عنهم في 30 مايو. ظهر بارسيناس في جميع مباريات البطولة، حيث خرجت بنما من مرحلة المجموعات.

## إحصاءات

### الدولية
آخر تحديث 18 يونيو 2019. 
| منتخب بنما | منتخب بنما | منتخب بنما |
| السنة      | المباريات  | الأهداف    |
| ---------- | ---------- | ---------- |
| 2014       | 2          | 0          |
| 2015       | 0          | 0          |
| 2016       | 7          | 0          |
| 2017       | 16         | 0          |
| 2018       | 7          | 0          |
| 2019       | 5          | 1          |
| المجموع    | 35         | 1          |

### الأهداف الدولية
| ت  | التاريخ       | المكان                                  | الخصم            | الأهداف | النتيجة | المنافسة                    |
| -- | ------------- | --------------------------------------- | ---------------- | ------- | ------- | --------------------------- |
| 1. | 18 يونيو 2019 | أليانز فيلد، سانت بول، الولايات المتحدة | ترينيداد وتوباغو | 2 -0    | 2-0     | كأس الكونكاكاف الذهبية 2019 |

## روابط خارجية
- إدغار يويل بارسيناس على موقع الاتحاد الدولي (مؤرشف)  (الإنجليزية)
- إدغار يويل بارسيناس على موقع إي إس بي إن إف سي (الإنجليزية)
- إدغار يويل بارسيناس على موقع قاعدة بيانات كرة القدم.إي يو (الإنجليزية)
- إدغار يويل بارسيناس على موقع ناشيونال فوتبول تيمز (الإنجليزية)
- إدغار يويل بارسيناس على موقع Soccerbase.com (لاعب) (الإنجليزية)
- إدغار يويل بارسيناس على موقع Soccerway.com (الإنجليزية)
- إدغار يويل بارسيناس على موقع عالم كرة القدم.نت (الإنجليزية)
- إدغار يويل بارسيناس على موقع AS.com (الإسبانية)

- Yoel Bárcenas  على سكروي